# Mundo Afro
Mundo Afro es una asociación civil uruguaya sin fines de lucro que trabaja en la promoción de los derechos, por la equidad racial y el desarrollo de la población afrodescendiente.

## Organización
La organización está conformada por personas asociadas pero también pueden participar personas no afiliadas Tiene una Comisión Directiva que se elige cada dos años. En 2021, las autoridades elegidas fueronː
- Presidentaː Verónica Villagra
- Secretariaː Claudia de los Santos
- Romero Rodríguez, Luisa Casalet, Alicia García, Jeaninne Vera, Miguel Pereira, Álvaro Salas Gularte, Mary Souza, Sergio Sánchez.[2]

Cuenta con una sede en Montevideo pero tiene alcance nacional mediante referentes territoriales. Tiene una biblioteca, un instituto de formación (ISFA, Instituto Superior de Formación Afro), escuela de candombe de Mundo Afro, un programa de viviendas (UFAMAS, Unidades Familiares Mundo Afro), un observatorio sobre racismo en convenio con extensión universitaria de la Universidad de la República (Udelar) y una escuela rural ubicada en Cuchilla de Yaguarí (Tacuarembó) en convenio con ANEP.

### Historia
La organización Mundo Afro, compuesta por alrededor de 100 miembros, fue fundada en 1988 en Montevideo, Uruguay. Surge de la Asociación Cultural y Social del Uruguay (ACSU), como una revista con sede en el Mercado Central de Montevideo. Desde fines de 2014 su sede se encuentra ubicada en la Ciudad Vieja de Montevideo.
En su momento surgió como una necesidad y demanda de que Uruguay reconociera a la minoría afrouruguaya como miembros de la comunidad. En tal sentido, Mundo Afro logró que el gobierno nacional recolectara información racial (por primera vez desde 1852) en los censos de hogares de 1996 y 2006. Su misión fue, entonces, organizar a la comunidad afrouruguaya y desarrollar conciencia de esta comunidad y su situación. Desde su creación, Mundo Afro ha logrado promover y articular políticas enfocadas a la inclusión de los descendientes africanos en la sociedad uruguaya.

## Acciones locales
En el medio local, se han enfocado en organizarse y buscar estrategias para poder atender las necesidades de vivienda. En ese sentido, lograron impulsar la formación de cooperativas de vivienda y establecer ámbitos de negociación con el Ministerio de Vivienda para poder concretar nuevos emprendimientos. Asimismo, en Mundo Afro surgió el Grupo de Apoyo a la Mujer Afrouruguaya (GAMA) liderado por Beatriz Ramírez hasta 1998, para impulsar políticas públicas sobre género y raza en Uruguay.
Desde 2015 también se enfocan en impulsar organizaciones en el interior del país. Un ejemplo de ello es la consolidación de Las Llamadas del Norte, que los mantiene en permanente contacto con la Dirección de Cultura y Turismo de la Intendencia de Artigas. Ello ha permitido, en el marco de la expansión de la sensibilización del candombe como Patrimonio Cultural Inmaterial, declarado por Naciones Unidas e impulsar la participación de comparsas al norte del Río Negro.

## Acciones internacionales
Desde diciembre de 1994, Mundo Afro integra la Red de Organizaciones Afroamericanas, resultado del “Seminario Racismo, Xenofobia y Discriminación. Un Programa para los Afroamericanos”. Además, a partir del proceso de trabajo dirigido hacia la preparación de la III CMCR, se convirtió en una parte fundadora de la Alianza Estratégica de Organizaciones afrodescendientes latinoamericanas y caribeñas. Ellos han sido un elemento clave para concretar y elaborar propuestas comunes y concretar acciones en conjunto para los pueblos afrodescendientes, y el seguimiento de las resoluciones emanadas de Durban 2001. El proceso que siguió a dicho evento, implica la búsqueda hasta hoy de metas y objetivos de compromiso entre los gobiernos nacionales.